# Center-högern
Center-högern var under riksdagarna 1883-1886 beteckningen på den mer högerinriktade av de båda frihandelsvänliga partigrupper i andra kammaren som uppstod efter splittringen av centern. Center-högern hade Sydsvenska Dagbladets redaktör Carl Herslow som ledare. Under den hårdnande tullstriden återförenades Center-högern med Nya centern till den löst sammansatta gruppen Andra kammarens frihandelsparti, som 1889 konstituerade sig som Andra kammarens center.